# بياسورا ميرابيليس

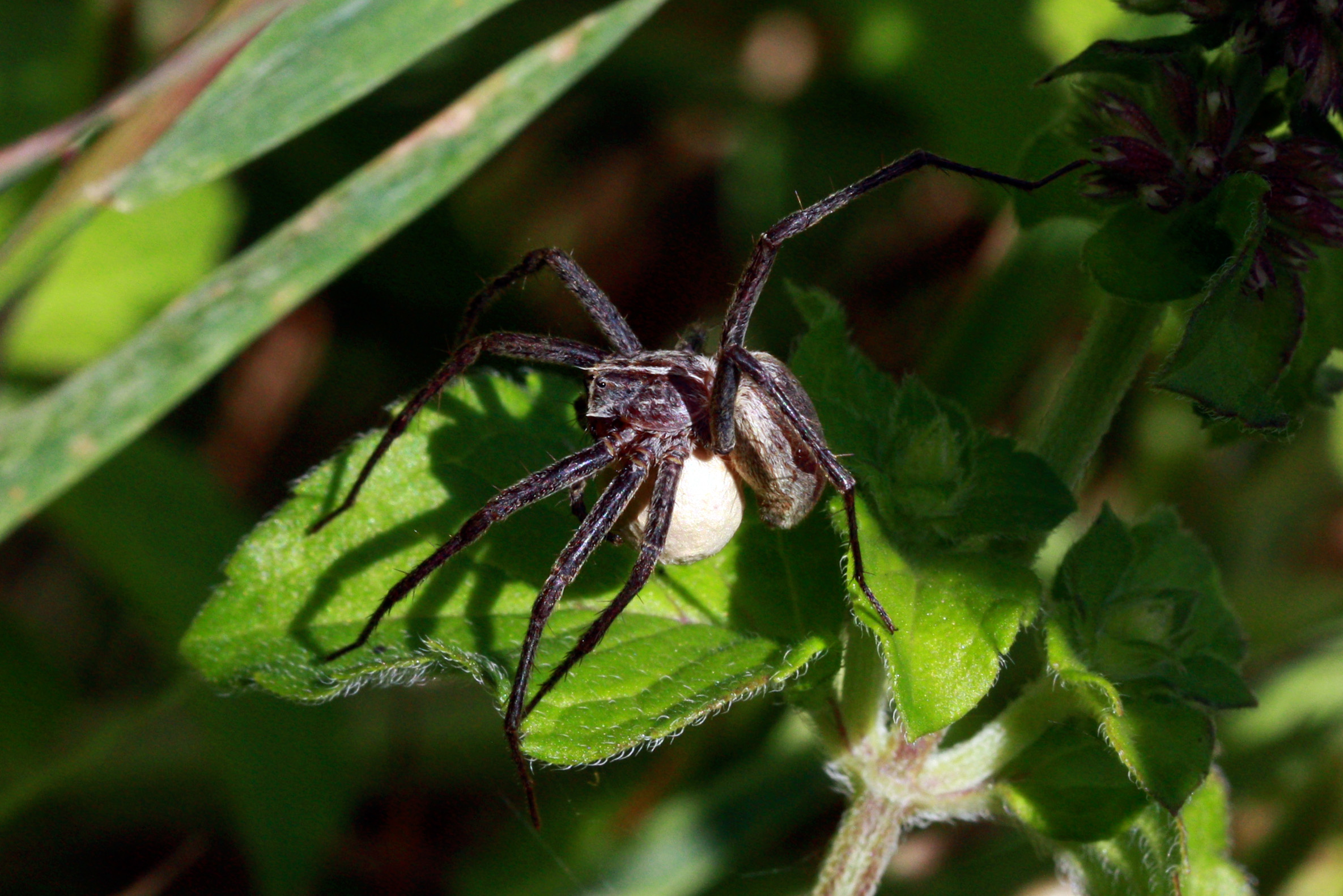
أنثى تحمل اكيس بيض

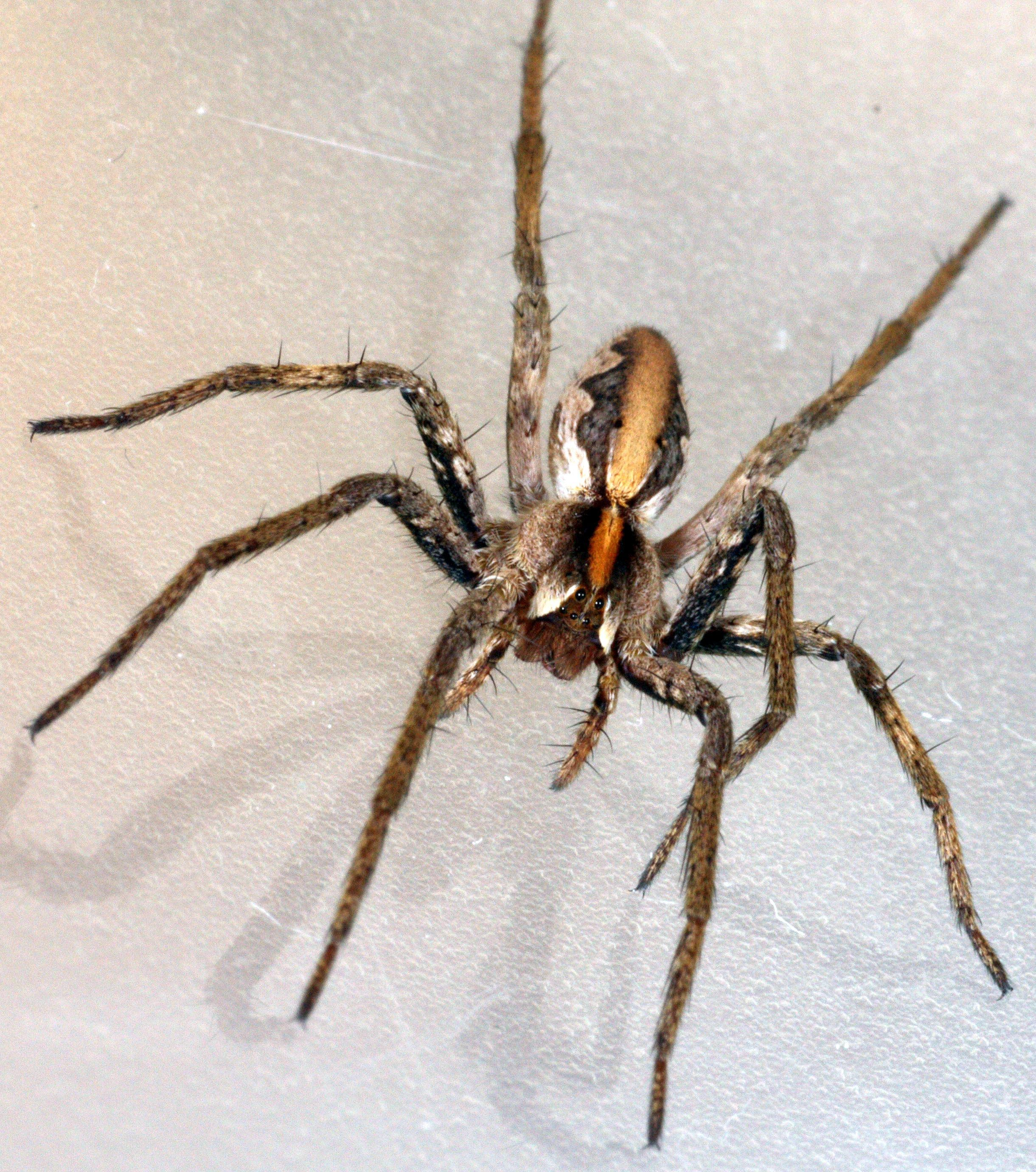
أنثى بياسورا ميرابيليس

إن شبكة العنكبوت بياسورا ميرابيليس هو نوع من العنكبوت من فصيلة بياسورا.

## الوصف
الخصائص المدهشة لـ بياسورا ميرابيليس هي أرجلها الطويلة (الرابعة هي الأطول) وبطنها النحيف (الورم الأفقي). يبلغ حجم الذكر بين 10 و 13 ملم، بينما يبلغ طول الأنثى 12 إلى 15 ملم. بعد التحلل النهائي، تزن ذكور العناكب في المتوسط 54 مجم والإناث 68 مجم.
يتنوع لون البروسوما (السيفالوثوراكس) ويتراوح من البني الفاتح إلى البني المحمر ومن الرمادي إلى الأسود. يظهر شريط أفتح أسفل منتصف البروسوما. الورم العيني (البطن) طويل وضيق ومدبب باتجاه النهاية الخلفية.
أنثى العنكبوت لديها بقعة داكنة (epigyne) على الجانب السفلي من بطنها والتي تشمل أعضاء الجماع. يمكن العثور على فتحات الأعضاء التناسلية الذكرية في نفس المكان، لكنها تظل غير واضحة.
يختلف النمط والتلوين بسبب تعدد الأشكال هذه الأنماط، التي يمكن أن تكون ناجمة عن الشعر والأصباغ، تتغير مع نمو العنكبوت (التكوُّن) الذي يشمل أعضاء التكاثر. يمكن العثور على فتحات الأعضاء التناسلية الذكرية في نفس المكان، لكنها تظل غير واضحة.
ذكور العناكب أقوى من الإناث وتبدو سوداء خاصة بالمقارنة مع هدايا الزفاف البيضاء. تميل الإناث إلى الشحوب في نهاية الصيف. يمكن العثور على الشريط الموجود على طول الجزء الخلفي من الجسم في جميع العناكب ويمكن رؤيته على أنه إجراء وقائي ضد الحيوانات المفترسة.

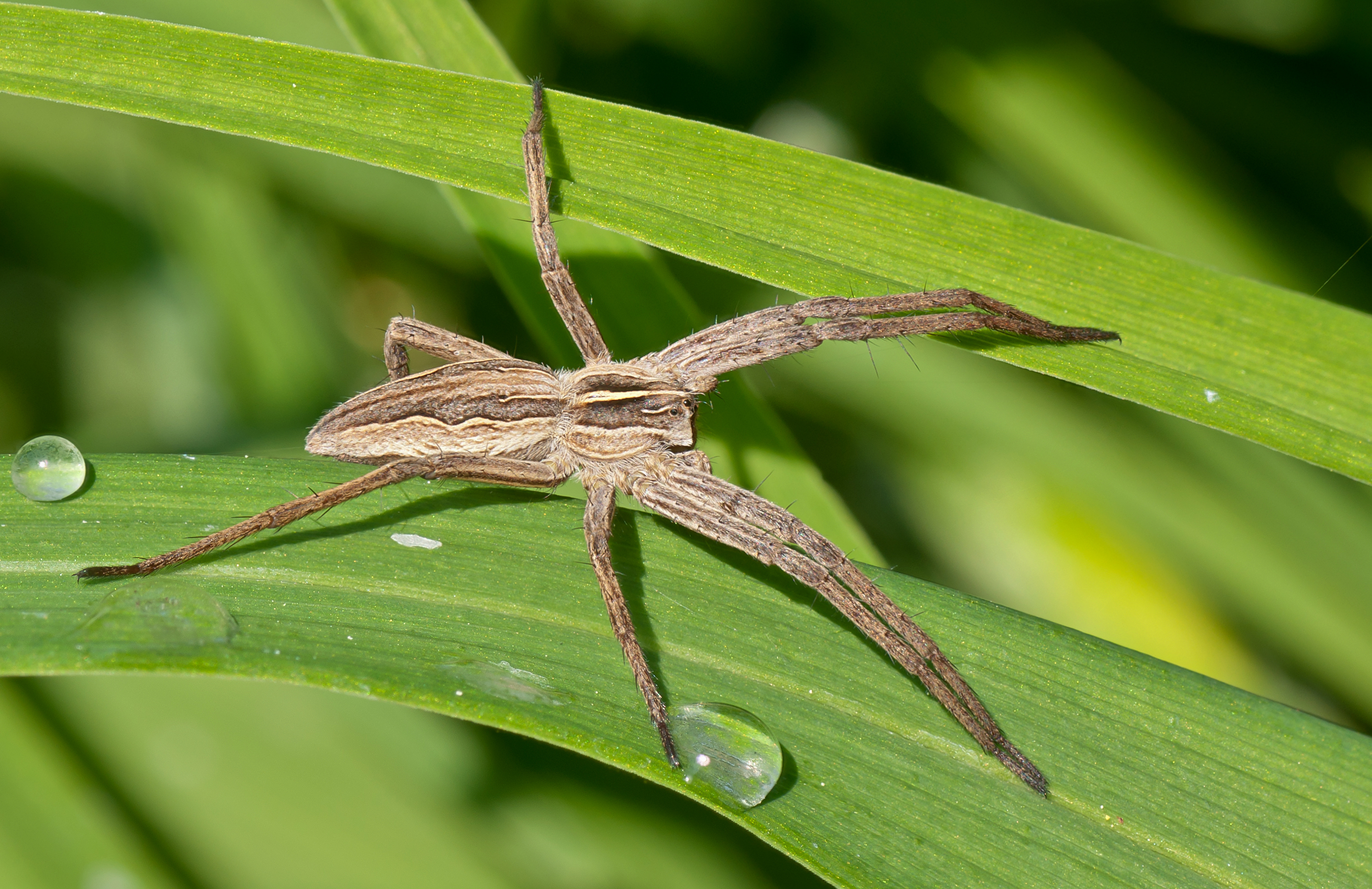
بياسورا ميرابيليس

تشبه المشاة في الحوريات والإناث الساقين. في الذكور، تزداد سماكة هذا الهيكل قرب النهاية ويستخدم لتخزين الحيوانات المنوية حتى التكاثر (البصيلة). يتكون الجزء الخارجي من تشيليسيرا من ثلاثة أسنان. يصطادون فرائسهم أثناء النهار والليل وينشطون أيضًا في أيام الشتاء الدافئة.

## البيئة والاسراب
بياسورا ميرابيليس لها توزيع قطبي، ويمكن العثور عليها في جميع أنحاء أوروبا. تعيش هذه العناكب في جزر الكناري وماديرا والجزء الآسيوي من روسيا والصين وشمال إفريقيا
يعيش بياسورا ميرابيليس في جميع البيئات، ولكنه يفضل البيئات الرطبة، مثل المروج الرطبة، والمستنقعات المنخفضة، والمستنقعات المالحة، والكثبان الرملية، وحافة الغابات، والتحوطات الرطبة. يسكن جميع الطبقات، من الأرض إلى قمة الأشجار، لكنه لا يوجد تحت الصخور أو في الكهوف. يمكن العثور على هذه العناكب على ارتفاعات تصل إلى 1500 م.[بحاجة لمصدر]

## دورة الحياة
يتطور العنكبوت من بويضة مخصبة داخل شرنقة إلى جنين. بعد الانقلاب، يدخل الجنين مرحلة ما قبل الحرق. بعد بضع ساعات، ينسكب البريلارفا في يرقة. في هذه المرحلة تكون العناكب عديمة اللون ولكنها متحركة ويمكنها اكتشاف الإشارات الحسية من محيطها. ليس لديهم عيون بعد و chelicerae قصيرة وحادة. يمكن العثور على القليل من الشعر الناعم على أقدامهم
اعتمادًا على درجة الحرارة، تتساقط اليرقات بعد 4.5 - 7.5 أيام في المرحلة الحورية الأولى. بمجرد خروجهم من الشرنقة من خلال الفتحة، يعيشون في شبكة واقية تصنعها الأم، حيث يتغذون على صفار البيض المتبقي من بيضهم ويشربون من قطرات الماء. بعد حوالي أسبوع، تبدأ الحوريات في تعليق نفسها من حرير العنكبوت الخاص بها وتبدأ في افتراس ذباب الفاكهة. يحدث هذا عادة في المرحلة السادسة أو السابعة من الحورية. لا يحدث أكل لحوم البشر في الأيام القليلة الأولى، ولكنه يحدث في مراحل لاحقة. تنقسم المرحلة الحورية بأكملها إلى 12 مرحلة على الأكثر. تنضج ذكور العناكب جنسياً في المرحلة التاسعة إلى الحادية عشرة، والإناث في المراحل العاشرة إلى الثانية عشرة. يمكن أن تؤثر درجة الحرارة على التطور وعدد المراحل، حيث تؤدي درجات الحرارة المنخفضة إلى إبطاء العملية. في ظل ظروف جيدة، يمكن للعناكب أن تكمل نموها الحوري في أقل من 12 مرحلة. تدوم المدة من مرحلة ما قبل النضج إلى الانسلاخ النهائي (النضج) عادةً 257 يومًا للذكور (المرحلة 10) و 289 يومًا للإناث (المرحلة 11). مرحلة البلوغ هي الفترة التي تلي الانسلاخ النهائي حتى الوفاة. تعيش الإناث أطول من الذكور، حيث كان الرقم القياسي 247 يومًا للإناث و 186.5 يومًا للذكور.
اعتمادا على البيئات، وشبكات العناكب الحضانة خلال فترة السبات مرة أو مرتين خلال مرحلة الحورية. يتم قضاء فترة السبات في الغطاء النباتي الأرض تحت الأوراق والطحالب والحجارة. ويمكن العثور عليها في المرائب والمنازل، وكذلك. تم العثور على بعض الأفراد في جنوب فرنسا تحت لحاء فضفاض من شجرة الطائرة. الحوريات في مراحل 6 إلى 8 تبدأ السبات في نوفمبر تشرين الثاني وتستمر في تطورها في نهاية فبراير إلى بداية مارس.
بياسورا ميرابيليس في أوروبا الغربية والوسطى تصل إلى مرحلة النضج الجنسي في مايو، عندما امتصاص الحيوانات المنوية، والبحث عن الإناث، وتقديم الهدايا الزواج، والمغازلة والتزاوج تجري. في شمال وشرق أوروبا، والعناكب تصل إلى النضج الجنسي فقط في يونيو حزيران، في حين أنها في جنوب أوروبا، تصبح ناضجة جنسيا في نيسان/أبريل.
تمتلك العناكب على شبكة الإنترنت دورة سنوية مدتها عام واحد في جنوب أوروبا. تنمو في الصيف، وتنتهي في الشتاء، وتصل إلى سن الرشد في الربيع، وتتكاثر ثم تموت في الخريف. ينضج نسلهم جنسياً في الربيع التالي. العناكب من الشمال لها دورة مدتها سنتان، حيث يتعين عليها المرور بفترة سبات قبل بلوغ مرحلة النضج الجنسي. تمتلك العناكب في أوروبا الغربية والوسطى مزيجًا من دورات مدتها عام واحد وسنتين. الذكور لديهم فترة شهرين للتكاثر؛ إناث ثلاث ونصف.

## نظام التزاوج
الذكور من هذا النوع تقديم هدية الزواج لزملائه الإناث المحتملة. كما لوحظت بعض من هذه العناكب تسعى لاستخدام ثاناتوزي أثناء التودد بعد تقديم هدية الزواج للأنثى، فإنها تعض على الهدية وينتقل الذكر لها لإيداع الحيوانات المنوية طوال الجماع، يحتفظ الذكر بساق على الهدية حتى تكون جاهزة إذا حاولت الهرب معها أو مهاجمته. في هذا الوقت، قد يختلق الذكر الموت – أطرافه تصبح مستقيمة ويتم سحبه مع الأنثى بينما يتمسك بالهدية. عندما تتوقف الأنثى، يقوم الذكر ببطء «بإحياء» ويستمر في محاولة التزاوج. وقد لوحظ أن مرض التناضح في هذه الفصيلة يزيد بشكل كبير من احتمالات الذكور من التناقل بنجاح من أقل من 30٪ إلى 89٪.

## المفترسات والطفيليات ومسببات الأمراض
الحيوانات المفترسة من بيزورا تشمل الدبابير العنكبوت، والضفادع شجرة، السحالي، وطيور الأغنية خلال النهار، والضفادع، الفئران الزبابة، والخفافيش في الليل. أنواع العنكبوت الأخرى، وكذلك من نفس الأنواع (أكل لحوم البشر)، والنظر في الميرابيليس كالفريسة.
غالبًا ما تتطفل عناكب شبكة الحضانة بواسطة الديدان الخيطية، ودبابير سبيكويد، ودبابير كالسيد، بالإضافة إلى الدبابير الطفيلية الأخرى والأكاري. تصيب هذه الطفيليات العنكبوت وبيضه وشرانقه، مما قد يؤدي إلى تدمير مجموعة كاملة من البيض.
بيكلوفيديا وريكتسيا من الأنواع التي تصيب العناكب ويب الحضانة، على الأرجح يدخلون الجهاز الهضمي عبر فريسة العناكب. لا يمكن فقط أن تصاب الحوريات والبالغين، ولكن يتم إصابة مراحل مختلفة في الشرنقة أيضًا.

## اطلع على
- قائمة أنواع بياسورا ميرابيليس
- عائلات العنكبوت

## معلومات إضافية
- A. Lang, C. Klarenberg: Experiments on the foraging behaviour of the hunting spider Pisaura mirabilis (Araneae, Pisauridae): Utilisation of single prey items. Eur. J. Ent. 94: 453–459, 1997
- A. Lang: A note on body size parameters and some life data of Pisaura mirabilis (Araneae, Pisauridae). Proc. XV. Eur. Coll. Arachnol. 111–115, 1995
- A. Lang: Silk investment in gifts by males of the nuptial feeding spider Pisaura mirabilis (Araneae, Pisauridae). Behaviour 133: 697–716, 1996
- A. Lang:Die Spinnseide des Brautgeschenks bei Pisaura mirabilis (Clerck 1757) (Araneae, Pisauridae). Diplomarbeit Univ. München, 1991
- B. Baehr, M. Baehr: Welche Spinne ist das? Kleine Spinnenkunde für jedermann. Franckh Kosmos Verlag, Stuttgart, 1987,(ردمك 3-4400-5798-4)
- C. Clerck: Svenska spindlar. Aranei svecici. Stockholm, 1757
- C. D. Dondale, R. Legendre: Winter diapause in a Mediterranean population of Pisaura mirabilis (Clerck). Bull. Br. Arach. Soc. 2 (1): 6–10
- C. F. Roewer: Katalog der Aranae von 1758 bis 1954. 2a: 110–151, Bruxelles, 1954
- Carl Linné: Systema naturae. Per regna tria naturae, secundum classes, ordines, genera, species, cum characteribus, differentiis, synonymis, locis. Tomus 1. Editio decima, reformata, Holmiae, Facsimile 1956 Jarrolds Norwich, 1758
- Dick Jones: Der Kosmos Spinnenführer. Franckh Kosmos Verlag, 1990, (ردمك 3-4400-6141-8)
- F. Dahl, M. Dahl: 3. Spinnentiere oder Arachnoidea. I-II. G. Fischer Jena, 1926/27
- F. Dahl: Die Lycosiden oder Wolfsspinnen Deutschlands und ihre Stellung im Haushalte der Natur. Nach statistischen Untersuchungen dargestellt. Nova acta Acad. Caes. Leop. Carol. 88: 175–678, 1908
- F. Renner: Spinnen ungeheuer – sympathisch. Rainar Nitzsche Verlag, Kaiserslautern, 1990/2008, (ردمك 978-3-9802102-0-1)
- F. Sauer, J. Wunderlich: Die schönsten Spinnen Europas. Fauna Verlag, Karlsfeld, 1984
- G. Le Pape,: Relations entre comportement alimentaire et comportement sexuel chez Pisaura mirabilis (Aranéide, Pisauride). Rev. Comp. Anim. 8: 71–75, 1974
- G. Le Pape: Contribution à l'étude du comportment reproducteur en liaison avec l'alimentation chez quatre Arachnides: Teutana grossa, Pardosa lugubris, Pisaura mirabilis, Buthus occitanus. Thèse Doctorat d'Etat Univ. Rennes, 1972
- G. Schmidt: Das Liebes- und Familienleben der Heidejagdspinne. Aus der Heimat 60: 153–154, 1952
- G. Schmidt: Psychologie einer Spinne. Die Heidejagdspinne und ihre Bedeutung für die Umweltforschung. Orion 10: 560–568, 1955
- G. Schmidt: Spinnen. Alles Wissenswerte über Lebensweise, Sammeln, Haltung und Zucht. A. Philler, Minden, 1980
- G. Schmidt: Zur Spinnenfauna der Kanaren, Madeiras und der Azoren. Stuttgarter Beitr. Naturk. Ser. A 451: 1–46
- G. Schmidt: Zur Spinnenfauna von Gran Canaria. Zool. Beitr. N. F. 19: 347–392, 1973
- G. Schmidt: Zur Spinnenfauna von La Gomera. Zool. Beitr. (N. F.) 27: 85–107
- G. Schmidt: Zur Spinnenfauna von Teneriffa. Zool. Beitr. N. F. 14: 387–425, 1968
- H. Lucas: Arachnides, Myriapodes et Thysanoures. In: M. P. Barker-Webb, S. Berthelot: Histoire Naturelle des Iles Canaries. Béthune, Paris, 1843
- H. Pfletschinger: Einheimische Spinnen. Die Webspinnen – Arten und Verhalten in 120 Farbfotos. Franck Kosmos Verlag, Stuttgart, 1976
- H. Stern, E. Kullmann: Leben am seidenen Faden. Die rätselvolle Welt der Spinnen. Bertelsmann Verlag, München, 1975
- H. W. Smolik: Weltreich der Tiere. Naturalis Verlag, München, 1987
- Hänggi, Stöckli und Nentwig: Lebensräume mitteleuropäischer Spinnen. Centre Suisse de cartographie de la faune. Neuchatel Verlag, 1995, (ردمك 2-884-14008-5)
- Heiko Bellmann: Kosmos-Atlas Spinnentiere Europas. Franck Kosmos Verlag, 1997, (ردمك 3-440-07025-5)
- Heiko Bellmann: Spinnen (die wichtigsten heimischen Arten, Extra: Netzformen und Eikokons). Franckh Kosmos Verlag, 1994
- Heiko Bellmann: Spinnen: beobachten – bestimmen, Naturbuch Verlag, Augsburg, 1992, (ردمك 3-894-40064-1)
- J. A. Barrientos: Dolomedes et Pisaura dans la région catalane (Araneida, Pisauridae). Rev. Arachol. 2: 17–21
- J. Wunderlich: Die Spinnen der Kanarischen Inseln und Madeiras. Triops Verlag, Langen, 1987
- J.-C. Bonaric: Contribution à l'étude de la biologie du développement chez l'araignée Pisaura mirabilis (Clerck 1758). Approche physiologique des phénomènes de mue et de diapause hivernale. Thèse Doctorat d'Etat, Univ. Montpellier, 1980
- J.-C. Bonaric: Evolution du métabolisme respiratoire de Pisaura mirabilis CL. (Araneae, Pisauridae) au cours de la période nympho-imaginale. Rev. Arachnol. 1: 33–43, 1977
- J.-C. Bonaric: La cycle vitale de l'araignée Pisaura mirabilis et ses adapatations. Bull. Soc. Zool. Fr. 110 (3): 269–274, 1985
- J.-C. Bonaric: Le développement post-embryonnaire de Pisaura mirabilis CL. (Araneae, Pisauridae). C. R. Acad. Sci. sér. D. 278: 3227–3230, 1974
- J.-C. Bonaric: Utilisation des barêmes trichobothriotaxiques comme critère d'âge chez Pisaura mirabilis CL. (Araneae, Pisauridae). Ann. Zool. 12e sér. 17: 521–534, 1975
- K. De Geer: Abhandlungen zur Geschichte der Insekten. 3. Abhandlung. Von den Spinnen. 7. Raspe Nürnberg, 1783
- M. J. Roberts: Spinnengids. Tirion, 1998
- Martin Lister: Historiae animalum angliae tres tractatus. London, 1678
- P. Blandin: Cycle biologique et production de l'araignée Afropisaura valida (Simon 1885)(Araneae, Pisauridae) dans une savane d'Afrique occidentale (Lamto, Côte-d'Ivoire). Trop. Ecol. 20: 78–93, 1974
- P. Blandin: Etudes sur les Pisauridae africaines. I-XI. Rev. Suisse Zool. 81, Rev. Zool. afr. 89–93, 1974–1979
- P. Grüne: Westfälische Spinnen. III. Die Haidespinnen. Natur Offenb.19: 213–223, 1873
- P. M. Brignoli: A Catalogue of the Aranea described between 1940 and 1981. Manchester Univ. Press, 1983
- P. M. Brignoli: Spiders from Libanon. III. Some notes on the Pisauridae, Agelenidae and Oxyopidae of the Near East. Bull. Br. arachnol. Soc. 4 (5): 204–209, 1978
- P. M. Brignoli: Zur Problematik der mediterranen Pisaura-Arten (Arachnida, Araneae, Pisauridae). Zool. Anz. 213: 33–43, 1984
- P. Pénicaud: Dynamique d'une population de l'araignée Pisaura mirabilis Cl. dans une lande bretonne. Thèse Doctorat d'Etat Univ. Paris, 1979
- Rainar Nitzsche: Beutefang und Brautgeschenk bei der Raubspinne Pisaura mirabilis (CL.)(Aranea,Pisauridae). Reprint der Diplomarbeit von 1981. Rainar Nitzsche Verlag, Kaiserslautern, 2006, (ردمك 978-3-930304-73-8)
- Rainar Nitzsche: Brautgeschenk und Reproduktion bei Pisaura mirabilis, einschließlich vergleichender Untersuchungen an Dolomedes fimbriatus und Thaumasia uncata (Araneida, Pisauridae). Reprint der Dissertation von 1987. Rainar Nitzsche Verlag, Kaiserslautern, 2006, (ردمك 978-3-930304-74-5)
- Rainar Nitzsche: Brautgeschenk und Umspinnen der Beute bei Pisaura mirabilis, Dolomedes fimbriatus und Thaumasia uncata (Arachnida, Araneida, Pisauridae). Verh. naturwiss. Ver. Hamburg (NF) 30, 1988
- Rainar Nitzsche: Brautgeschenke bei Spinnen – die heimische Pisaura mirabilis (CLERCK, 1757) und ihre Verwandten, die Kinderstubennetzspinnen (Pisauridae). Arachne 13 (1): 11–29, 2008
- Rainar Nitzsche: Courtship, mating and agonistic behaviour in Pisaura mirabilis (CLERCK, 1757). Bull. Br. arachnol. Soc. 15 (4): 93–120, 2011
- Rainar Nitzsche: Die Spinne mit dem Brautgeschenk Pisaura mirabilis (CLERCK, 1757) und das Paarungsverhalten verwandter Arten der Familie Pisauridae. Rainar Nitzsche Verlag, Kaiserslautern, 1999, 2007, (ردمك 978-3-930304-62-2)
- Rainar Nitzsche: Ein Geschenk für die Braut. Ohne Mitgift haben Raubspinnenmännchen keine Chance. Ein Herz für Tiere 7/1986
- Rainar Nitzsche: Raubspinnen. Kleine Geschenke fördern die Liebe. GEO 8/1985
- Rainer F. Foelix: Biologie der Spinnen. Thieme Verlag, Stuttgart, 1992, (ردمك 3-13-575802-8)
- Stefan Heimer, Wolfgang Nentwig: Spinnen Mitteleuropas. Ein Bestimmungsbuch. Parey Verlag, Berlin, Hamburg, 1991 (ردمك 3-489-53534-0)
- Stefan Heimer: Wunderbare Welt der Spinnen. Landbuch Verlag, Hannover, 1988, (ردمك 3-7842-0382-5)
- W. Bösenberg: Die Spinnen Deutschlands. Zoologica 14: 409–410, 1901
- Willi Lierath: Aus dem Reichtum der Natur. Die Brautgeschenkspinne. Vögel der Heimat 58 (12): 238–239, 1988

### أفلام
- J. Bublath: Räuber mit Netz . Das aufregende Leben der Spinnen. Aus Forschung und Technik ، ZDF ، 1987
- P. Hayden: Wenn Tiere zu Kannibalen werden. Killer in den eigenen Reihen ، SWR (Südwest 3)، 1999
- شنايدر: Pisaura mirabilis، die Raub-، Jagd- oder Listspinne ، HWF 14، Begleitheft Heidelberg، 1998
- ER Skinner ، GH Thompson ، JAL Cooke: Commentary ، spiders film 11: Pisauridae. Pisaura mirabilis - المغازلة والتزاوج. Dolomedes fimbriatus - التقاط الطعام . أكسفورد (IWF W1017 T)، 1966/67
- ستيرن: Bemerkungen über Spinnen 2. Meilensteine des Dokumentarfilms ، Ein Franckh-Kosmos Video، Franckh Kosmos Stuttgart، 1975

## روابط خارجية
- بلاتنيك: كتالوج العنكبوت العالمي - Pisauridae
- Rainar Nitzsche: Die Spinne mit dem Brautgeschenk Pisaura mirabilis (CLERCK، 1757) und das Paarungsverhalten verwandter Arten der Familie Pisauridae - دراسة وأطروحة دكتوراه وأطروحة وأوراق مكتوبة باللغة الألمانية